# Asterropteryx ensifera
Asterropteryx ensifera és una espècie de peix de la família dels gòbids i de l'ordre dels perciformes.

## Morfologia
- Els mascles poden assolir 3 cm de longitud total.[1][2]

## Alimentació
Menja zooplàncton.

## Hàbitat
És un peix de clima tropical i associat als esculls de corall que viu entre 6-40 m de fondària.

## Distribució geogràfica
Es troba des del Mar Roig fins a les Illes de la Societat, les Illes Yaeyama, Nova Guinea i les Illes Marshall (la Micronèsia).

## Observacions
És inofensiu per als humans.